# Neorealismo (letteratura)
Il neorealismo è una corrente letteraria italiana tipica del secondo dopoguerra, caratterizzata da una "critica del costume e da istanze di rinnovamento sociale maturate durante il fascismo e la Resistenza".

## Contesto storico
Sebbene gli inizi del movimento neorealista vengano fissati al 1945, con la caduta del regime fascista, i critici riconoscono degli antecedenti del neorealismo già intorno al 1930, con romanzi come Gli indifferenti (1929) di Alberto Moravia o Tre operai (1934) di Carlo Bernari; questi autori, valendosi di una drammatica rappresentazione analitica dell'esistenza umana, tendevano ad esprimere "l'insofferenza per la vacuità delle convenzioni borghesi e la noia per una vita priva di senso".
Il vero e proprio neorealismo letterario, successivo agli anni Quaranta, in Italia rappresentò il libero incontro di alcune individualità ben distinte all'interno di un clima storico comune. Infatti « [...] il neorealismo non fu una scuola. [...]. Fu un insieme di voci, in gran parte periferiche, una molteplice scoperta delle diverse Italie, anche - o specialmente - delle Italie fino allora più inedite per la letteratura».
Il neorealismo sorse quindi  come conseguenza della crisi tra il 1940 e il 1945 che, con la seconda guerra mondiale e la lotta antifascista, il dopoguerra, sconvolse fino alle radici e cambiò il volto all'intera società italiana. Il neorealismo si nutrì, quindi, di un modo di guardare il mondo, di una morale e di un'ideologia nuove che erano proprie dell'antifascismo.
In particolare i temi principali di questa nuova letteratura sono:
- la seconda guerra mondiale (Nuto Revelli,  Mario Rigoni Stern,[3]Elsa Morante);
- la guerra partigiana (Elio Vittorini, Beppe Fenoglio, Italo Calvino, Vasco Pratolini, Lucifero Martini e Carlo Cassola);
- il futuro degli italiani dell'Istria e di Fiume, indicato nel passato di lotta per la liberazione di queste terre e per la creazione di una nuova società socialista autogestita e plurietnica (Giacomo Scotti, Lucifero Martini, Osvaldo Ramous);
- lo sbandamento che gli intellettuali vissero durante la guerra e nell'immediato dopoguerra (Cesare Pavese, Alberto Moravia e Leonardo Sciascia);
- la testimonianza dei campi di sterminio (Primo Levi);
- l'accentuazione della storica frattura tra il Sud e il Nord d'Italia (Ignazio Silone e Carlo Levi).

## L'engagement
Nell'immediato secondo dopoguerra, si fa vivissimo negli intellettuali il bisogno di un impegno concreto nella realtà politica e sociale del paese. L'antifascismo e la successiva adesione ai moti di rivolta popolare determinano in molti scrittori l'esigenza di considerare la letteratura come una manifestazione e uno strumento del proprio impegno. Durante questa temperie politico-culturale tra gli intellettuali si apre difatti un dibattito riguardante la loro funzione. La parola d'ordine diventa il sartriano engagement (impegno).
Questo diffuso bisogno di impegno concreto nel reale dà origine a romanzi ispirati alla Resistenza e a importanti dibattiti che hanno per tema il ruolo e i doveri degli intellettuali nella società, il loro passato rapporto  col fascismo e quello attuale col Partito Comunista Italiano. I temi affrontati riguardano la lotta armata, le esperienze di prigionia e deportazione. Inizialmente gli scrittori neorealisti scelgono dei modelli da seguire. Come scrive Calvino nella nota Prefazione alla terza edizione de Il sentiero dei nidi di ragno (1964): 
Molto rilevante per una comprensione del dibattito tra i letterati italiani è la posizione acquisita dalle riviste, tra cui primeggiava Il Politecnico di Elio Vittorini.
In questi stessi anni si diffonde la conoscenza del pensiero gramsciano, che esercita un influsso considerevole sull'elaborazione letteraria del secondo dopoguerra, attraverso la sua riflessione sul ruolo degli intellettuali nella storia italiana, la sua proposta di una letteratura nazional-popolare in cui la tradizionale separazione tra intellettuali e popolo finalmente si annulli.
Il Neorealismo avverte la necessità di una nuova cultura, aperta ai vari problemi letterari, economici, sociali e volta a colmare la grande distanza tra cultura umanistica e tecnico-scientifica. La funzione di questa nuova cultura era rivoluzionaria: doveva agire nella storia.
Nei rapporti con la politica, si affermava che la cultura deve essere libera, non doveva quindi farsi serva della politica né doveva abbassarsi a menzogne per onore di partito.

## Il nuovo realismo letterario
La narrazione realistica prosegue per tutto il Novecento, ma spesso cambia di prospettiva. Se nel secolo precedente i personaggi concorrevano alla rappresentazione di un dato ambiente, ora l'attenzione è più concentrata sulle contraddizioni interne del personaggio, inquieto per i grandi dubbi esistenziali, sconvolto per il devastante impatto di grandi tragedie storiche: è il caso di tanti protagonisti di Pavese e di altri autori che esprimono la stessa interiorità del romanziere: 
Nel Novecento si afferma inoltre il filone della memorialistica, le cui opere, a essere precisi, non possono essere considerate dei veri e propri romanzi; infatti in esse non ci sono invenzioni narrative, ma solo testimonianze di fatti ed eventi realmente accaduti e vissuti in prima persona dai protagonisti: è il caso delle opere di Primo Levi Se questo è un uomo e La tregua. 

Il romanzo realista, ormai con il nome di romanzo neorealista, presenta dunque un panorama quanto mai vario e quindi anche tecniche diverse rispetto alla tipologia del personaggio che narra i fatti che nel caso dei romanzieri veristi italiani tende ad assumere un punto di vista corale.